# Qualificazioni al campionato mondiale di calcio 1970
75 squadre partecipano alle qualificazioni per il Campionato mondiale di calcio 1970 per un totale di 16 posti disponibili per la fase finale. È il primo mondiale dove l'AFC e l'OFC concorrono nello stesso percorso di qualificazione (tale concorso rimarrà invariato fino al 1982). Il Messico (come paese ospitante) e l'Inghilterra (come campione in carica) sono qualificate automaticamente, lasciando così solo 14 posti per la fase finale.
I 16 posti disponibili per la Coppa del Mondo 1970 sono suddivisi tra le confederazioni nei seguenti modi:
- Europa (UEFA): 9 posti, di cui uno già occupato dall'Inghilterra; gli altri 8 posti sono contesi da 29 squadre.
- Sud America (CONMEBOL): 3 posti, contesi da 10 squadre.
- Nord America, Centro America e Caraibi (CONCACAF): 2 posti, di cui uno già occupato dal Messico; l'altro posto è conteso da 13 squadre.
- Africa (CAF): 1 posto, conteso da 13 squadre.
- Asia (AFC) e Oceania (OFC): 1 posto, conteso da 7 squadre (compresa la Rhodesia).

68 squadre squadre hanno giocato almeno una partita di qualificazione; le partite giocate sono state 172, con 542 gol segnati (con una media di 3,15 a partita).

## Zone continentali
UEFA
Gruppo 1 -  Romania qualificata.
Gruppo 2 -  Cecoslovacchia qualificata.
Gruppo 3 -  Italia qualificata.
Gruppo 4 -  Unione Sovietica qualificata.
Gruppo 5 -  Svezia qualificata.
Gruppo 6 -  Belgio qualificato.
Gruppo 7 -  Germania Ovest qualificata.
Gruppo 8 -  Bulgaria qualificata.
CONMEBOL
Gruppo 1 -  Perù qualificato.
Gruppo 2 -  Brasile qualificato.
Gruppo 3 -  Uruguay qualificato.
CONCACAF
 El Salvador qualificato.
CAF
 Marocco qualificato.
AFC e OFC
 Israele qualificato.

## Squadre qualificate

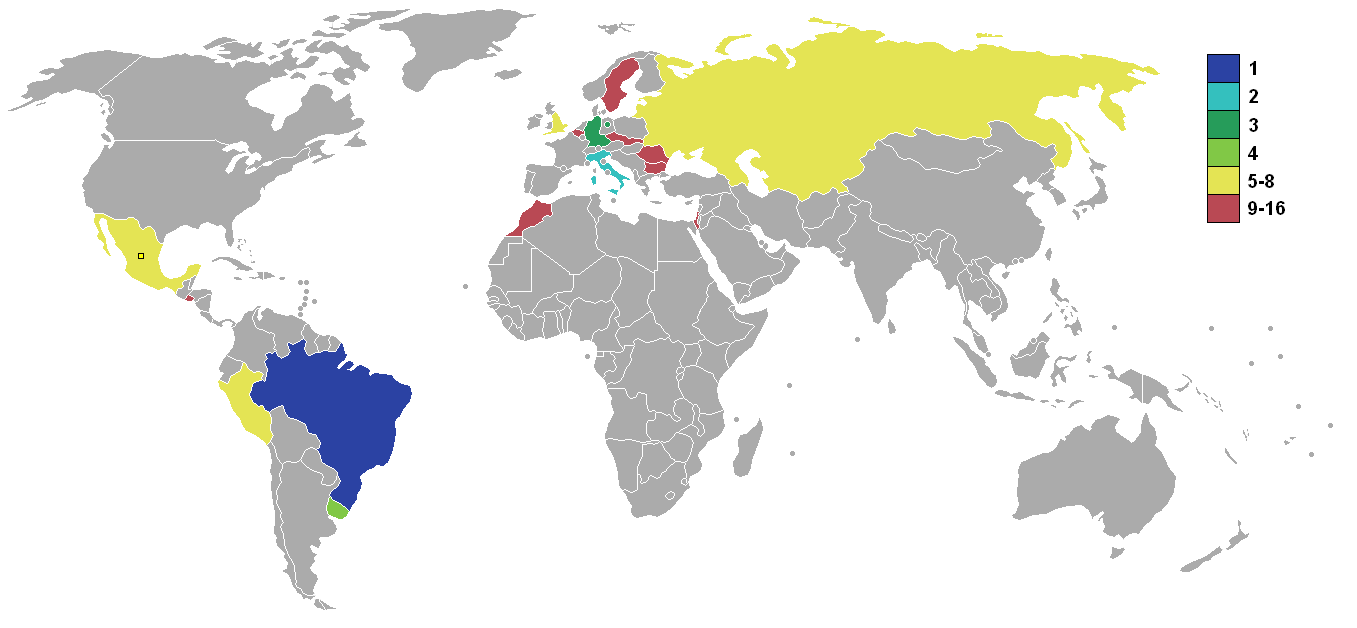
Le nazioni qualificate per il campionato mondiale di calcio del 1970

| Squadra          | Numero di presenze | Numero di presenze consecutive | Ultima apparizione |
| ---------------- | ------------------ | ------------------------------ | ------------------ |
| Belgio           | 5                  | 1                              | 1954               |
| Brasile          | 9                  | 9                              | 1966               |
| Bulgaria         | 3                  | 3                              | 1966               |
| Cecoslovacchia   | 6                  | 1                              | 1962               |
| El Salvador      | 1                  | 1                              | esordiente         |
| Germania Ovest   | 7                  | 5                              | 1966               |
| Inghilterra      | 6                  | 6                              | 1966               |
| Israele          | 1                  | 1                              | esordiente         |
| Italia           | 7                  | 3                              | 1966               |
| Marocco          | 1                  | 1                              | esordiente         |
| Messico          | 7                  | 6                              | 1966               |
| Perù             | 2                  | 1                              | 1930               |
| Romania          | 4                  | 1                              | 1938               |
| Svezia           | 5                  | 1                              | 1958               |
| Unione Sovietica | 4                  | 4                              | 1966               |
| Uruguay          | 6                  | 3                              | 1966               |